# C7 (tomba)
C7: fa parte di una serie di 15 Tombe dei Nobili site nell’area della necropoli di Sheikh Abd el-Qurna di cui è archeologicamente nota l’esistenza, e di cui si hanno notizie sul titolare e sulla struttura, ma di cui si è persa la localizzazione. La necropoli di Dra Abu el-Naga fa parte della più vasta Necropoli Tebana, sulla sponda occidentale del Nilo dinanzi alla città di Luxor, in Egitto. Destinata a sepolture di nobili e funzionari connessi alle case regnanti, specie del Nuovo Regno, l'area venne sfruttata, come necropoli, fin dall'Antico Regno e, successivamente, sino al periodo Saitico (con la XXVI dinastia) e Tolemaico.

## Titolare
C7 era la tomba di:
| Titolare | Titolo                                                      | Necropoli                       | Dinastia/Periodo         | Note                                                                                                   |
| -------- | ----------------------------------------------------------- | ------------------------------- | ------------------------ | --- |
| Harmosi  | Capo custode del tesoro nella dimora del re a ovest di Tebe | Sheikh Abd el-Qurna, in pianura | XIX dinastia (Ramses II) | probabilmente nei pressi della precedente (C6) (ubicazione così indicata da Jean-François Champollion) |

## Biografia
È noto solo il nome della moglie, Mutemwia.

## La tomba
Si ha notizia di un'anticamera in cui, su tre registri, era rappresentato il defunto in adorazione delle barche di Ramses II e Ptah-Sokaris; una fila di re (Thutmosi I, Thutmosi II, Thutmosi III, Thutmosi IV, Amenhotep II e Amenhotep III) in presenza di Horus e una processione di barche lungo un canale fiancheggiato da alberi verso un tempio con la statua di Amon.

### Annotazioni
1. ↑  La planimetria non è in scala e ha valore esclusivamente di visione d'insieme; l'ubicazione delle singole tombe non è topograficamente esatta, ma vuole visualizzare la concentrazione delle sepolture, nonché il "disordine" con cui le stesse sono state classificate.
2. ↑  I campi della Duat, ovvero l'aldilà egizio, si trovavano, secondo le credenze, proprio sulla riva occidentale del grande fiume.
3. ↑  Nella sua epoca di utilizzo, l'area era nota come "Quella di fronte al suo Signore" (con riferimento alla riva orientale, dove si trovavano le strutture dei Palazzi di residenza dei re e i templi dei principali dei) o, più semplicemente, "Occidente di Tebe".
4. ↑  Le Tombe dei Nobili, benché raggruppate in un'unica area, sono di fatto distribuite su più necropoli distinte.

### Fonti
1. ↑  Porter e Moss 1927, revisione 1970 pp. 447-454.
2. ↑  Donadoni 1999,  p. 115.
3. ↑  Porter e Moss 1927, revisione 1970 p. 459.
4. ↑  Porter e Moss 1927, revisione 1970 pp. 458-459.